# Kim De Weille
Kim De Weille (ur. 4 kwietnia 1976) – holenderska tenisistka.

## Kariera
W 1993 wygrała turniej ITF w Burgdorf. Kolejne turniejowe zwycięstwo osiągnęła w Prościejowie, wcześniej w półfinale pokonując Martinę Hingis 5:7, 6:3, 6:2. W tym samym roku wygrała jeszcze w Eastbourne. Dopiero trzy lata później zwyciężyła w kolejnych zawodach. W grze pojedynczej triumfy osiągnęła w Saragossie i w Lleidzie po wygranej kolejno w finałach nad Lourdes Domínguez Lino 6:4, 6:3 i Conchitą Martínez Granados 7:6(7), 6:2. W ćwierćfinale zawodów rangi ITF w Mount Gambier przegrała z Polką Aleksandrą Olszą 0:6, 6:3, 2:6. Kolejne dwa turniejowe zwycięstwa odniosła w grze podwójnej we wspomnianej Saragossie i Barcelonie. W 1998 triumfowała w deblu w Espinho. W 1999 była w finale zawodów ITF w Sheffield, w którym przegrała z Kim Clijsters 3:6, 1:6, wygrała za to rozgrywki deblowe w Birmingham. Ostatni triumf wywalczyła w Amiens w 2000 roku. Zakończyła w nim także karierę tenisową, zwyciężając w 10 turniejach ITF (6 w grze pojedynczej i 4 w grze podwójnej).